# Parafia Matki Bożej Loretańskiej w Warszawie
Parafia Matki Bożej Loretańskiej w Warszawie – parafia rzymskokatolicka należąca do dekanatu praskiego, diecezji warszawsko-praskiej, metropolii warszawskiej Kościoła katolickiego, w Warszawie. Obsługiwana przez księży diecezjalnych.

## Historia
Parafia została ponownie erygowana w 1941 przez bpa Stanisława Galla.
Kościół parafialny został zbudowany w XVII wieku.

## Proboszczowie
- Ks. Zbigniew Kloch, od 01.07.2017
- Ks. Jan Strzyż, 17.06.2006 – 01.07.2017
- Ks. Bogdan Sałański, 24.06.2004 –17.06.2006
- Ks. Zbigniew Gaszkowski, 22.06.1994 – 24.06.2004
- Ks. Stefan Gwiazdowski, 25.02.1977 – 22.06.1994
- Ks. Stefan Niedzielak, 25.02.1961– 25.02.1977, kapelan Rodzin Katyńskich, twórca sanktuarium Poległych i Pomordowanych na Wschodzie na cmentarzu Powązkowskim, zamordowany przez „nieznanych sprawców” w 1989[3]
- Ks. Antoni Haze, 01.08.1941– 25.02.1961, od 1923 jako administrator[2].